# 戎光祥出版
戎光祥出版株式会社（えびすこうしょうしゅっぱん）は、東京都千代田区にある神道、日本史、鉄道、銭湯、文芸などに関する書籍を刊行する出版社。

## 概要
刊行書籍の分野は神道・日本史・城郭が中心である。神道に関しては、祝詞の解説・用例や行事作法など、基礎から実践にいたるまで興味・関心のある読者や神職関係者のニーズに応える書籍を刊行している。日本史は中世を中心に、最近では近世・近代など時代の幅を広げて出版活動を行っている。
シリーズものとしては、一般読者を対象とした概説書で、人物・城郭・事件・合戦を取り上げたビジュアルメインの「シリーズ・実像に迫る」、最新の研究成果を盛り込みつつ、わかりやすく解説した「中世武士選書」、過去の重要論文を集成して研究動向をまとめた「中世関東武士の研究」、「中世西国武士の研究」、「織豊大名の研究」、「室町幕府の研究」、単著論文集「戎光祥研究叢書」などがある。
城郭関連書籍は、多くの縄張り図や現地写真などを駆使した「図説 日本の城郭シリーズ」、「図解 近畿の城郭」、過去の重要論文や書き下ろしをまとめ、今後の進展を探る「シリーズ城郭研究の新展開」などがある。
上記のほか、文芸書・鉄道関連書なども刊行している。2015年（平成27年）5月14日、『室町期島津氏領国の政治構造』（新名一仁著、戎光祥研究叢書3）が、第41回南日本出版文化賞を受賞した。
2021年5月には合資会社歴研（東京都品川区）から定期刊行物『歴史研究』（年10回刊行）の発行権を継承。2021年6月刊行号（通巻692号）からは自社媒体として刊行している。通巻694号（2021年10月号）より同誌を大幅リニューアル。
「戒光祥出版」と誤記されることがある。

## 歴史
- 1988年（昭和63年）、創立

## 主な刊行書籍
- 神道関連
  - 『祝詞用語表現事典』
  - 『平成新編祝詞事典 増補改訂版』
  - 『現代祝詞例文撰集』
  - 『英和対訳 神道案内』
  - 『新 神社祭式行事作法教本』
  - 『日本全国獅子・狛犬ものがたり』
  - 『イチから知りたい日本の神さま』（熊野大神・稲荷大神・八幡大神の全3巻）

- 日本史シリーズ
  - シリーズ・実像に迫る（2023年現在、『長篠の戦い』など21巻まで刊行）
  - 中世武士選書（2023年現在、『上野武士と南北朝内乱』など47巻まで刊行）
  - 戎光祥選書ソレイユ（2023年現在、『阿部正弘』など11巻まで刊行）
  - 図説（2023年現在、『図説 常陸武士の戦いと信仰』など17巻まで刊行）
  - 列伝（2023年現在、『戦国武将列伝 畿内編（下）』など9巻まで刊行）
  - シリーズ・中世関東武士の研究（2023年現在、『長尾為景』など34巻まで刊行）
  - シリーズ・中世西国武士の研究（2023年現在、『山陰山名氏』など5巻まで刊行）
  - シリーズ・織豊大名の研究（2023年現在、『徳川家康』など10巻まで刊行）
  - シリーズ・室町幕府の研究（2023年現在、『足利義輝』など4巻まで刊行）
  - 戎光祥研究叢書（2023年現在、『中世南九州の寺社と地域社会』など23巻まで刊行）
  - 戎光祥中世史論集（2023年現在、『戦国大名の土木事業』など9巻まで刊行）
  - 戎光祥近代史論集（2023年現在、『産業発展と石切場』など2巻まで刊行）
  - 関東足利氏の歴史（全5巻）
  - 戎光祥郷土史叢書（2023年現在、『上総広常』など2巻まで刊行）
  - シリーズ・古河公方の新研究（2023年現在、『足利高基・晴氏』など2巻まで刊行）
  - マンガで読む（2023年現在、『マンガで読む 戦国の徳川武将列伝』など7巻まで刊行）

- 日本史単行本
  - 『中世の門跡と公武権力』
  - 『狐の日本史』
  - 『福島県の古代・中世文書―福島県史資料編―』
  - 『戦国上野国衆事典』
  - 『新知見！武士の都　鎌倉の謎を解く』
  - 『近世武家社会の研究』
  - 『徳川斉昭と水戸弘道館』
  - 『偉人たちの決断』

- 城郭シリーズ
  - 図説 日本の城郭シリーズ（2023年現在、『奈良中世城郭事典』など17巻まで刊行）
  - 図解 近畿の城郭（全5巻）
  - シリーズ城郭研究の新展開（2023年現在、『信濃上田城』など5巻まで刊行）
  - 信濃の山城と館（全8巻）
  - 甲斐の山城と館（上下巻）
  - 信濃をめぐる境目の山城と館（上野編／美濃・飛騨・三河・遠江編）

- 城郭単行本
  - 『富原文庫蔵 陸軍省城絵図』
  - 『飯盛山城と三好長慶』

- 文芸書単行本
  - 『雪割草』（横溝正史 著）

- その他シリーズ
  - 横溝正史研究（全6巻）
  - ミステリー珍本全集（全12巻）
  - 戎光祥レイルウェイリブレット（2018年現在、『路面電車発展史』・『電気鉄道のセクション』・『電車技術発達史』・『小田急1800形』を刊行）

- その他単行本
  - 『龍神のコード』
  - 『京成検定1・2・3級』
  - 『東急今昔物語』
  - 『台風防災の新常識』
  - 『アイルランド妖精物語』
  - 『航空運賃の歴史と現況』